# Plectris laevis
Plectris laevis är en skalbaggsart som beskrevs av Frey 1967. Plectris laevis ingår i släktet Plectris och familjen Melolonthidae. Inga underarter finns listade i Catalogue of Life.